# Onoarea familiei Prizzi (film)
Onoarea familiei Prizzi (Prizzi's honor) este un film polițist american regizat de John Huston în 1985.

## Sinopsis
Charley, ucigașul familiei mafiotă Prizzi, și blonda Irene se îndrăgostesc pasionat. Dar este și ea o criminală care a furat banii de la Prizzi, iar Charley va trebui s-o omoare.

## Fișă tehnică
- Regia : John Huston
- Scenariul : Richard Condon, Janet Roach după romanul lui Richard Condon
- Producția : John Foreman
- Muzica : Alex North
- Durata : 130 de minute
- Genurile : Comedie, Dramă

## Distribuție
- Jack Nicholson : Charley Partanna
- Kathleen Turner : Irene Walker
- Robert Loggia
- Anjelica Huston

## Premii și nominalizări

### Premiul Oscar
- Premiul Oscar pentru cea mai bună actriță în rol secundar - Anjelica Huston (câștigat)
- Premiul Oscar pentru cel mai bun actor - Jack Nicholson (nominalizat)
- Premiul Oscar pentru cel mai bun actor în rol secundar - William Hickey (nominalizat)
- Premiul Oscar pentru cele mai bune costume - Donfeld (nominalizat)
- Premiul Oscar pentru cel mai bun regizor - John Huston (nominalizat)
- Premiul Oscar pentru cel mai bun montaj - Rudi Fehr, Kaja Fehr (nominalizat)
- Premiul Oscar pentru cel mai bun film - John Foreman (nominalizat)
- Premiul Oscar pentru cel mai bun scenariu original - Richard Condon, Janet Roach (nominalizat)

### Premiul BAFTA
- BAFTA pentru cel mai bun scenariu adaptat - Richard Condon, Janet Roach (câștigat)
- BAFTA pentru cea mai bună actriță în rol secundar - Anjelica Huston (nominalizat)

### Premiul Globul de Aur
- Premiul Globul de Aur pentru cel mai bun regizor - John Huston (câștigat)
- Premiul Globul de Aur pentru cel mai bun film (muzical/comedie) (câștigat)
- Premiul Globul de Aur pentru cel mai bun actor (muzical/comedie) - Jack Nicholson (câștigat)
- Premiul Globul de Aur pentru cea mai bună actriță (muzical/comedie) - Kathleen Turner (câștigat)
- Premiul Globul de Aur pentru cea mai bună actriță în rol secundar - Anjelica Huston (nominalizat)
- Premiul Globul de Aur pentru cel mai bun scenariu - Janet Roach, Richard Condon (nominalizat)

## Legături externe
- Site web oficial at MGM.com
- Onoarea familiei Prizzi (film) la Allmovie
- Onoarea familiei Prizzi la Internet Movie Database
- Onoarea familiei Prizzi (film) la TCM Movie Database